# Sierra Sky Park Airport
Sierra Sky Park Airport (FFA: E79) is een openbaar vliegveld in particulier bezit 11 kilometer ten noordwesten van het central business district van Fresno in de Amerikaanse staat Californië. Het vliegveld is eigendom van Herndon-Doolittle Assc, Inc. Andere vliegvelden in de streek zijn Fresno Chandler Executive Airport en Fresno Yosemite Airport.

## Geschiedenis
Sierra Sky Park Airport werd in 1946 geopend op een terrein van 52 hectare aan de rivier de San Joaquin. Het is het residentiële vliegveld (airpark) ter wereld, wat inhoudt dat het is aangelegd voor bewoners die in het bezit zijn van een privévliegtuigje en eigen hangar. William en Doris Smilie hebben het project in 1953 opgezet met de bouw van 110 woningen. Bewoners kunnen landen en taxiën over extra brede lanen en kunnen parkeren op hun eigen oprit.

## Faciliteiten en vliegtuigen
Het residentiële vliegveldje beslaat een gebied van 14 hectare en bestaat uit één startbaan. De startbaan heeft de code 12/30 en heeft een oppervlakte van 890 × 15 meter bestaand uit asfalt. In de twaalf maanden durende periode eindigend op 29 maart 2007 waren er 12.500 vliegbewegingen geweest, een gemiddelde van 34 per dag. Op dit moment waren er 40 vliegtuigen op het vliegveld gesitueerd, 98% met een enkele motor en 2% met een dubbele motor.